# Ніколай Гопланн
Ніколай Се́йсет Го́планн (норв. Nikolai Søyset Hopland; нар. 24 липня 2004) — норвезький футболіст, захисник нідерландського клубу «Геренвен».

## Клубна кар'єра

### «Олесунн»
Вихованець футбольної академії клубу «Олесунн». 3 травня 2021 року підписав з клубом свій перший професіональний контракт до липня 2023 року. 15 травня у віці 16 років дебютував в основному складі «Олесунна» в матчі Першого дивізіону проти «Брюне», вийшовши в стартовому складі. 31 травня 2021 року підписав новий контракт з клубом до травня 2024 року. В своєму дебютному сезоні провів 17 поєдинків, допомігши команді вийти до еліти.
23 квітня 2022 року в матчі проти «Одда» дебютував в Елітесеріен, вийшовши на заміну Юелю Андерсену. 11 травня 2022 року відправився в короткострокову оренду в «Крістіансунн» до кінця місяця. Того ж дня в матчі Кубка Швеції проти «Сурнадаля» дебютував за нову команду. Втім вже 23 травня достроково повернувся з оренди в «Олесунн» через ситуацію з травмованими гравцями. 6 листопада 2022 року в поєдинку проти «Ліллестрема» забив свій перший гол за «Олесунн».

#### Оренда в «Геренвен»
2 вересня 2024 року продовжив контракт з «Олесунном» до літа 2026 року і перейшов на правах оренди в нідерландський «Геренвен» до кінця сезону з опцією викупу. 17 вересня дебютував за «Геренвен» в матчі Ередивізі проти «Твенте», замінивши Павела Бохнєвича. 26 жовтня 2024 року в поєдинку Ередивізі проти роттердамської «Спарти» забив свій перший гол за «Геренвен».

### «Геренвен»
28 січня 2025 року підписав трирічний контракт з «Геренвеном».

## Кар'єра в збірній
Виступав за збірну Норвегії до 17, до 18, до 19 і до 21 року. 2023 року в складі збірної до 19 років брав участь в юнацькому чемпіонаті Європи на Мальті. На турнірі провів 4 матчі, а норвежці дійшли до чвертьфіналу, де поступились португальцям.

## Статистика виступів
Станом на 9 серпня 2025
| Клуб              | Сезон             | Чемпіонат         | Чемпіонат | Чемпіонат | Кубок | Кубок | Єврокубки | Єврокубки | Інші  | Інші | Всього | Всього |
| Клуб              | Сезон             | Дивізіон          | Матчі     | Голи      | Матчі | Голи  | Матчі     | Голи      | Матчі | Голи | Матчі  | Голи   |
| ----------------- | ----------------- | ----------------- | --------- | --------- | ----- | ----- | --------- | --------- | ----- | ---- | ------ | ------ |
| Олесунн           | 2021              | Перший дивізіон   | 14        | 0         | 3     | 0     | –         | –         | 0     | 0    | 17     | 0      |
| Олесунн           | 2022              | Елітесеріен       | 17        | 1         | 2     | 0     | –         | –         | 0     | 0    | 19     | 1      |
| Олесунн           | 2023              | Елітесеріен       | 24        | 0         | 1     | 0     | –         | –         | 0     | 0    | 25     | 0      |
| Олесунн           | 2024              | Перший дивізіон   | 12        | 0         | 1     | 0     | –         | –         | 0     | 0    | 13     | 0      |
| Олесунн           | Всього            | Всього            | 67        | 1         | 7     | 0     | 0         | 0         | 0     | 0    | 74     | 1      |
| Олесунн II        | 2021              | Третій дивізіон   | 5         | 1         | –     | –     | –         | –         | 0     | 0    | 5      | 1      |
| Олесунн II        | 2022              | Третій дивізіон   | 8         | 1         | –     | –     | –         | –         | 0     | 0    | 8      | 1      |
| Олесунн II        | Всього            | Всього            | 13        | 2         | 0     | 0     | 0         | 0         | 0     | 0    | 13     | 2      |
| → Крістіансунн    | 2022              | Елітесеріен       | 2         | 0         | 1     | 0     | –         | –         | –     | –    | 3      | 0      |
| → Геренвен        | 2024–25           | Ередивізі         | 29        | 2         | 3     | 0     | –         | –         | –     | –    | 32     | 2      |
| Геренвен          | 2025–26           | Ередивізі         | 1         | 0         | 0     | 0     | –         | –         | –     | –    | 1      | 0      |
| Геренвен          | Всього            | Всього            | 30        | 2         | 3     | 0     | 0         | 0         | 0     | 0    | 33     | 2      |
| Всього за кар'єру | Всього за кар'єру | Всього за кар'єру | 112       | 5         | 10    | 0     | 0         | 0         | 0     | 0    | 123    | 5      |